# Marjan Šarec
Marjan Šarec (Ljubljana, 2 december 1977) is een Sloveense politicus, acteur en cabaretier. Tussen september 2018 en maart 2020 was hij premier van Slovenië.
Šarec begon zijn carrière als cabaretier en politieke satiricus, maar trad later in de politiek. In 2010 werd hij verkozen tot burgemeester van Kamnik en in 2014 herkozen. In 2017 nam hij deel aan de presidentsverkiezingen, die hij verloor van de zittende president Borut Pahor. Hij trad in 2018 toe tot de Nationale Assemblee als lijsttrekker van de partij Lijst van Marjan Šarec. Deze partij won 13 zetels bij de parlementsverkiezingen van 2018. Op 17 augustus van dat jaar werd Šarec premier van Slovenië. Hij leidde een minderheidsregering die er niet in slaagde genoeg steun te verwerven voor hervormingen. In maart 2020 trad Šarec af, pleitend voor nieuwe verkiezingen. Hij werd opgevolgd door Janez Janša van de Sloveense Democratische Partij.
- Gemeinsame Normdatei: 1164864726
- Virtual International Authority File: 1851153532499948820000
- WorldCat: E39PBJfX6hKPt7dwtTYTvH4wmd

Lojze Peterle · Janez Drnovšek (1e) · Andrej Bajuk · Janez Drnovšek (2e) · Anton Rop · Janez Janša (1e) · Borut Pahor · Janez Janša (2e) · Alenka Bratušek · Miro Cerar · Marjan Šarec · Janez Janša (3e) · Robert Golob